# Godschalk van Zutphen
Godschalk (ca. 1030 - 1064) was een zoon van graaf Herman van Nifterlake. Hij was gehuwd met Adelheid van Zutphen, de erfgename-dochter van graaf Liudolf van Brauweiler en Mathilde van Zutphen, (vermoedelijke) dochter van Otto I van Zutphen.
Godschalk was graaf van Twente, de Agradingouw, de Eemsgouw en de Hettergau. Hij volgde na de opstand van Godfried II van Lotharingen Liudolf op als graaf van Zutphen en van een deel van zijn andere functies: voogd van Münster (stad), Borghorst, de abdij van Brauweiler en het kapittel van Zutphen. Als graaf van Twente was hij ook voogd en banierdrager (legeraanvoerder) van het bisdom Utrecht. Godschalk sneuvelde in Friesland, in het leger van bisschop Adalbert van Bremen.

Wapen van Godschalk

In een oorkonde van 1059 wordt Godschalk domini Sutphaniensis oppidi ("heer van de stad Zutphen") genoemd, en daarom geldt hij als stamvader van een gravengeslacht dat slechts drie echte graven telt. De authenticiteit van de oorkonde wordt overigens in twijfel getrokken.
Godschalk was vader van:
- Gevehard van Twente (ca.1040 - ca. 1060)
- Otto (-1113)
- Godschalk II van Gennep
- Heribert van Millen[1]
- mogelijk Humbert (1048-), abt in Paderborn .